# Maria Ana da Áustria (1738–1789)
Maria Ana Josefa Antônia de Áustria (em alemão: Maria Anna Josepha Antonia von Österreich) (Viena, 6 de outubro de 1738 - Klagenfurt, 19 de novembro de 1789) foi uma arquiduquesa da Áustria, segunda filha da imperatriz Maria Teresa e de Francisco I, Sacro Imperador Romano-Germânico.

## Biografia

### Primeiros anos

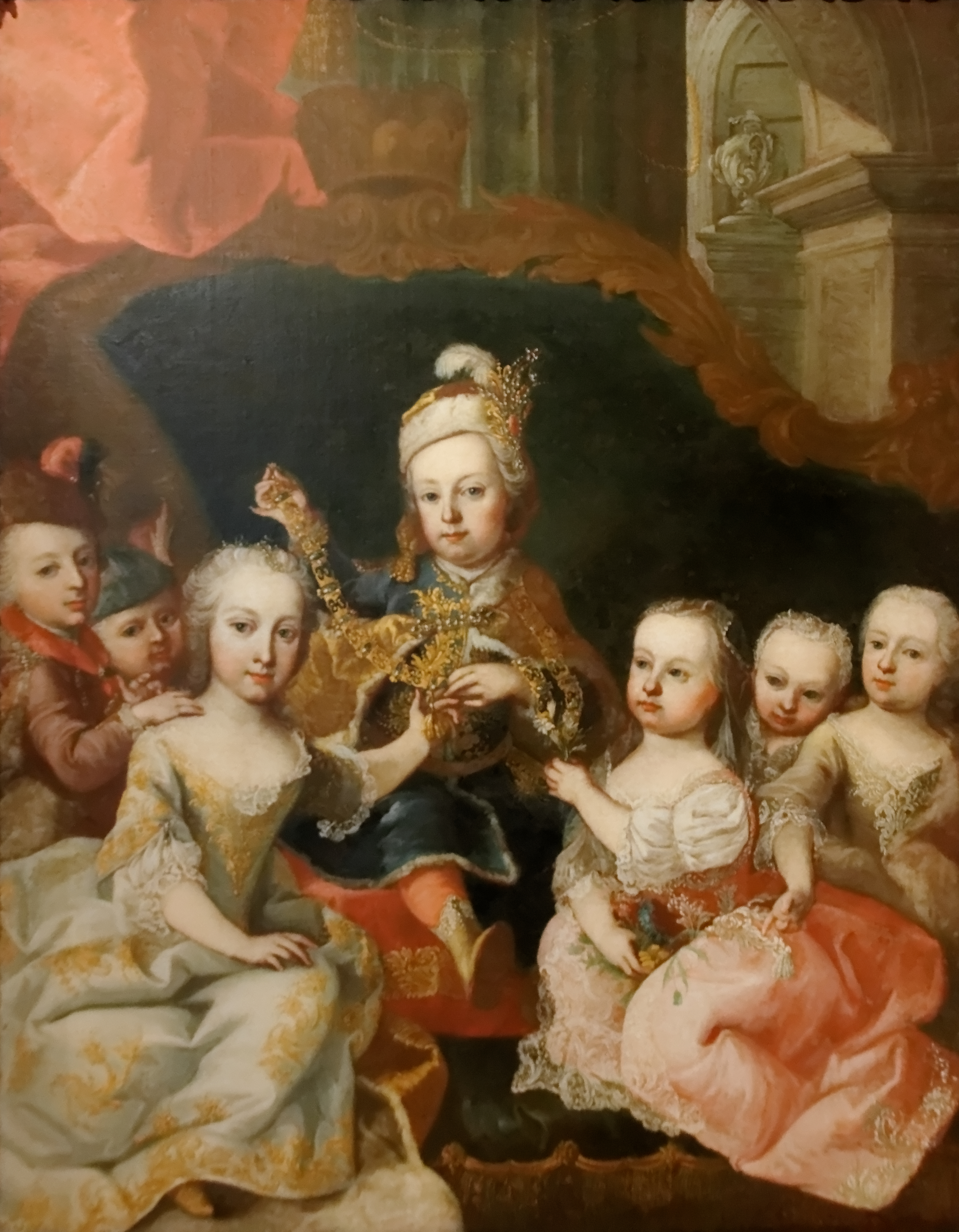
A arquiduquesa Maria Ana com seus irmãos, por Martin van Meytens, por volta de 1747.

A arquiduquesa Maria Ana (conhecida como Mariana) nasceu em 6 de outubro de 1738 no Palácio de Hofburg em Viena, o centro da poderosa Monarquia dos Habsburgos. Era afilhada da Arquiduquesa Maria Ana da Áustria, Rainha de Portugal, de quem recebeu objetos religiosos à data da sua morte, em 1754. Como segunda filha sobrevivente de Maria Teresa, Rainha da Hungria e da Boêmia, e Francisco I do Sacro Império Romano-Germânico, ela foi herdeira presumida das terras hereditárias dos Habsburgos austríacos entre 1740 e 1741, até seu irmão mais novo, José (mais tarde ser o Sacro Imperador Romano José II) nasceu.
Sua mãe lhe deu a educação habitual das cortes reais naquele tempo. Os talentos musicais de Maria Ana foram altamente encorajados, mas não seus talentos de humanidades. Maria Ana era a criança menos respeitada e amada por Maria Teresa. Seu irmão mais novo José e as irmãs Maria Isabel e Maria Cristina sempre receberam a atenção e cuidado da Imperatriz: José porque ele era o herdeiro masculino, Maria Isabel porque ela era considerada a mais bonita das filhas, e Maria Cristina porque ela era a criança favorita indiscutível de sua mãe.

### Reinado de Maria Teresa

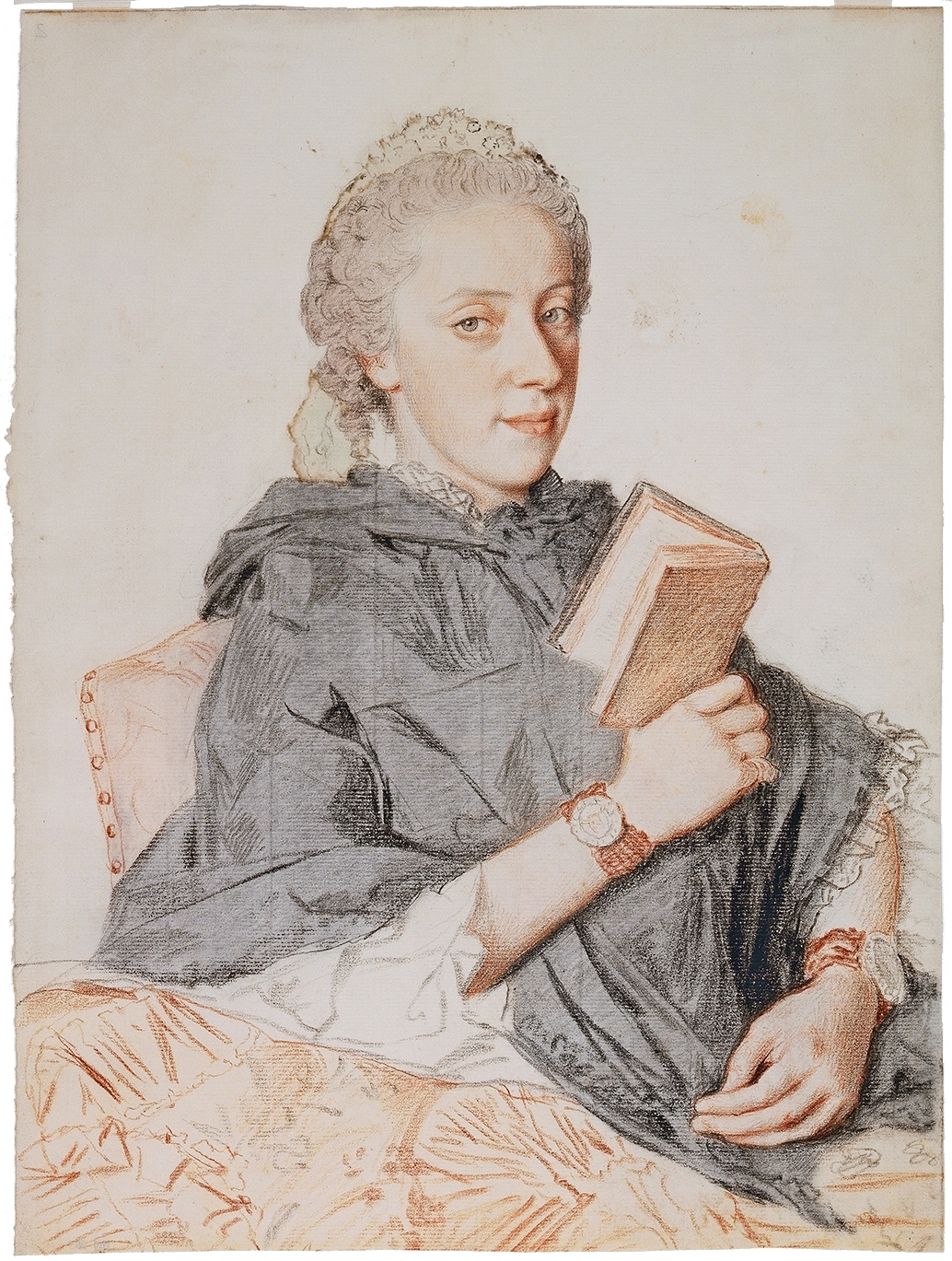
arquiduquesa Maria Ana, por Jean-Etienne Liotard, em 1762.

Maria Ana era muito inteligente, mas deficiente física. Ela sofria de problemas de saúde, agravada pelas salas frias e cheias de frio do Palácio de Hofburg. Em 1757 ela contraiu pneumonia e quase morreu, os últimos sacramentos foram chamados para ela. Embora ela tenha sobrevivido, sua capacidade respiratória foi permanentemente danificada, e ela também desenvolveu uma fusão de sua espinha que a fez ter um nódulo nas costas. Após esse período, ela começou a ter um relacionamento próximo com o pai e, segundo se diz, tornou-se a filha favorita de Francisco I. Ela compartilhou seu interesse pela ciência e conduziu experimentos em química e física. Apesar de ser deficiente, Maria Ana muitas vezes desempenhou papéis importantes em grandes eventos do estado, inclusive atuando como patrocinadora no batizado de sua irmã mais nova, Maria Antônia.
Em julho de 1765, toda a família imperial viajou para Innsbruck para o casamento do segundo filho mais velho, Leopoldo. Pararam em Klagenfurt, onde Maria Ana visitou o pequeno mosteiro que pertencia à Ordem de Santa Isabel, estabelecido ali em 1710. O encontro com as irmãs seria um ponto de viragem na vida de Maria Ana. Thea Leitner explica que a arquiduquesa ficou entusiasmada com a vida monástica porque as freiras não se importavam com as aparências e Maria Ana sempre vivia com o medo de ser ridicularizada por causa de sua corcunda.
A morte do imperador Francisco I em 18 de agosto de 1765 foi um golpe devastador para Maria Ana. Porque sua mãe não conseguiu encontrar um marido real para ela, em 1766, Maria Ana foi feita a abadessa do Convento Imperial e Real para as mulheres nobres em Praga com a promessa de 80 mil florins por ano. Apesar da oposição de sua mãe, ela decidiu desistir da posição de Praga e se tornou uma abadessa em Klagenfurt com uma provisão menor. Um palácio para ela foi construído por Nicolò Pacassi perto do mosteiro como sua residência, cuja construção foi concluída em 1771.
Durante o período anterior à sua mudança final para Klagenfurt, Maria Ana completou a coleção de moedas de seu pai (que mais tarde se tornou parte do Museu de História Natural de Viena) com a ajuda de seu mentor Ignaz Edler von Born, e estabeleceu sua própria coleção de insetos e minerais. Ela financiou projetos sociais, exumações arqueológicas, artistas e cientistas.
Maria Ana também escreveu um livro sobre a política de sua mãe. Suas aquarelas e desenhos foram elogiados no mundo profissional. Maria Ana tornou-se membro honorário da Academia de Belas-Artes de Viena em 1767 e eleita membro da Academia de Belas Artes de Florença em 1769.
Apesar de seus talentos e inteligência, Maria Ana não gostava da alta sociedade porque seus interesses científicos eram considerados inadequados para seu gênero, mas ela era apreciada pelo mundo científico e artístico.

### Reinado de José II

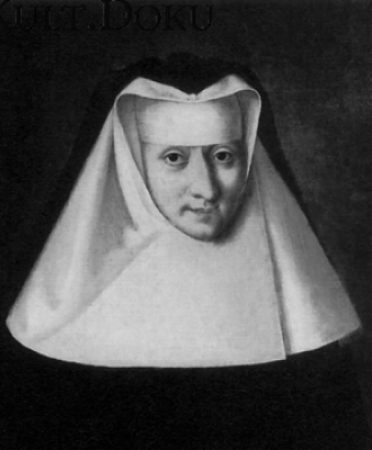
Abadessa Xaveria Gasser.

A Imperatriz Maria Teresa morreu em 29 de novembro de 1780, e quatro meses depois, Maria Ana mudou-se permanentemente para Klagenfurt. Ela rapidamente desenvolveu uma profunda amizade com Xaveria Gasser, abadessa do convento. Graças ao generoso apoio financeiro da arquiduquesa, o hospital do mosteiro poderia em breve ser ampliado, e seu médico pessoal supervisionava os pacientes do hospital. Ela também forneceu assistência social no município de Klagenfurt.
Seus amigos eram freiras, artistas, cientistas e nobres, incluindo o industrial de ferro da Caríntia Maximilian Thaddäus von Egger. Alguns deles pertenciam aos maçons. Em 1783, a Loja Maçônica de Klagenfurt foi fundada com uma dedicação "à caridosa Mariana" como ela era chamada. Maria Ana dedicou-se em Klagenfurt aos seus interesses científicos. Ela descobriu seu amor pela arqueologia: ela doou 30 mil florins para escavações em Zollfeld e também participou das escavações.
Perto de sua irmã mais nova, Maria Isabel, as duas moravam juntas nos mesmos conventos até a morte. Enquanto sua irmã mais nova, Maria Antonieta, viajava a caminho de Versalhes em 1770, ela ficou em Klagenfurt por uma noite.

### Morte
Desde o inverno de 1788, a saúde de Maria Ana piorou ainda mais. Sua falta de ar piorou e ela mal conseguia se mover sem uma cadeira de rodas. Ela morreu em 19 de novembro de 1789 na presença de seus amigos mais próximos.
Maria Ana deixou sua herança inteira (no valor de mais de 150 mil florins) para o Mosteiro de Klagenfurt. Seu irmão, o imperador José II, deduziu o imposto sobre herança da renda. 